# Ori Gidovouni, Chionovouni, Gaidourovouni, Korakia, Kalogerovouni, Koulochera Kai Periochi Monemvasias Spilaio Solomou Trypa Kai Pyrgos Ag. Stefanou Kai Thalassia Zoni Eos Akrotirio Kamili
Ori Gidovouni, Chionovouni, Gaidourovouni, Korakia, Kalogerovouni, Koulochera Kai Periochi Monemvasias Spilaio Solomou Trypa Kai Pyrgos Ag. Stefanou Kai Thalassia Zoni Eos Akrotirio Kamili este o arie protejată (arie specială de conservare — SAC, sit de importanță comunitară — SCI) din Grecia întinsă pe o suprafață de 39.051,66 ha, integral pe uscat.

## Localizare
Centrul sitului Ori Gidovouni, Chionovouni, Gaidourovouni, Korakia, Kalogerovouni, Koulochera Kai Periochi Monemvasias Spilaio Solomou Trypa Kai Pyrgos Ag. Stefanou Kai Thalassia Zoni Eos Akrotirio Kamili este situat la coordonatele 36°53′23″N 22°59′18″E / 36.889723°N 22.988332°E.

## Înființare
Situl Ori Gidovouni, Chionovouni, Gaidourovouni, Korakia, Kalogerovouni, Koulochera Kai Periochi Monemvasias Spilaio Solomou Trypa Kai Pyrgos Ag. Stefanou Kai Thalassia Zoni Eos Akrotirio Kamili a fost declarat sit de importanță comunitară în aprilie 1997 pentru a proteja 4 specii de animale. Situl a fost protejat și ca arie specială de conservare în martie 2011.

## Biodiversitate
Situată în ecoregiunile marină mediteraneană și mediteraneană, aria protejată conține 16 habitate naturale: Bancuri de nisip acoperite în permanență slab de apă marină, Straturi cu Posidonia (Posidonion oceanicae), Recifuri, Faleze cu vegetație de Limonium spp. endemic de pe coastele mediteraneene, Pășuni mediteraneene udate de apa mării (Juncetalia maritimi), Tufărișuri halofile mediteraneene și termo-atlantice (Sarcocornetea fruticosi), Dune mobile cu vegetație embrionară, Dune cu tufărișuri sclerofile Cisto-Lavenduletalia, Tufărișuri termo-mediteraneene și de pre-deșert, Pante stâncoase calcaroase cu vegetație casmofită, Păduri de Platanus orientalis și Liquidambar orientalis (Platanion orientalis), Galerii și tufărișuri riverane sudice (Nerio-Tamaricetea și Securinegion tinctoriae), Păduri de Olea și Ceratonia, Păduri de Quercus ilex și Quercus rotundifolia, Păduri de Quercus macrolepis, Păduri de pin mediteraneene cu pini mezogeni endemici.
La baza desemnării sitului se află mai multe specii protejate:
- nevertebrate (1): Euplagia quadripunctaria
- reptile (3): Mauremys rivulata, țestoasă bănățeană (Testudo hermanni), Testudo marginata

Pe lângă speciile protejate, pe teritoriul sitului au mai fost identificate 22 de specii de plante, 4 specii de amfibieni, 5 specii de mamifere, 2 specii de nevertebrate, 1 specie de pești, 12 specii de reptile.